# Mount Ayr (Iowa)
Mount Ayr es una ciudad ubicada en el condado de Ringgold en el estado estadounidense de Iowa. En el Censo de 2010 tenía una población de 1691 habitantes y una densidad poblacional de 242,8 personas por km².

## Geografía
Mount Ayr se encuentra ubicada en las coordenadas 40°42′52″N 94°14′17″O / 40.71444, -94.23806. Según la Oficina del Censo de los Estados Unidos, Mount Ayr tiene una superficie total de 6.96 km², de la cual 6.91 km² corresponden a tierra firme y (0.78%) 0.05 km² es agua.

## Demografía
Según el censo de 2010, había 1691 personas residiendo en Mount Ayr. La densidad de población era de 242,8 hab./km². De los 1691 habitantes, Mount Ayr estaba compuesto por el 98.11% blancos, el 0.06% eran afroamericanos, el 0.06% eran amerindios, el 0.65% eran asiáticos, el 0% eran isleños del Pacífico, el 0.77% eran de otras razas y el 0.35% pertenecían a dos o más razas. Del total de la población el 1.6% eran hispanos o latinos de cualquier raza.